# Borislav Brondukov
Borislav Brondukov (în rusă Борислaв Николaевич Брондукoв) (n. 1 martie 1938, satul  Dubava, Regiunea Kiev, RSS Ucraineană  - d. 10 martie 2004, Kiev) a fost un actor ucrainean de film.

## Biografie
Borislav Brondukov s-a născut la data de 1 martie 1938, în satul Dubava din Regiunea Kiev a RSS Ucrainene, într-o familie de etnie ruso-polonă. După absolvirea școlii tehnice de construcții din Kiev, el a fost angajat ca șef de echipă la fabrica de armament din oraș. În acea perioadă, Brondukov a început să joace în echipa de teatru din cadrul fabricii.
Interpretarea sa a fost remarcată de către rectorul Institutului de Arte Teatrale Karpenko-Karîi din Kiev și, la vârsta de 23 ani, Borislav a devenit student la acea instituție. El a debutat ca actor de film în anul 1962 în filmul Flori pe piatră.
Începând din anul 1965, Brondukov a devenit actor la Studioul de film din Kiev, lucrând în același timp și cu alte studiouri de film din URSS. Printre rolurile sale cele mai cunoscute sunt următoarele: dipsomaniacul Fedul (“Afonya”, 1975), inspectorul Lestrade din seria sovietică de filme despre Sherlock Holmes (1979-1986), logodnicul ghinionist (“Garajul”, 1979), milițianul rural Grișcenko (“Furgoneta verde”, 1983), falsul căpitan Kolbașev (“Meseria mea e jazz-ul”, 1983) și țiganul Bucea (Șatra, 1975). El nu a avut parte însă de roluri principale, pe care nu a dorit să le interpreteze.
Brondukov a primit titlul de Artist al Poporului din RSS Ucraineană (1988) și a devenit primul câștigător al Premiului Ucrainean de Stat "Alexander Dovzhenko" (1995).
Suferind de o boală de inimă, Brondukov a suferit primul infarct în anul 1984, fiind operat apoi pentru înlăturarea unui hematom de pe creier. După al treilea infarct (1997), el nu a mai putut să vorbească și nici să se ridice din pat. El a fost căsătorit cu Ekaterina Petrovna, cu care a avut doi copii: Bogdan și Constantin.
Borislav Brondukov a murit de apoplexie la data de 10 martie 2004, în orașul Kiev, fiind înmormântat în cimitirul din același oraș.

## Filmografie
- 1968 Vecher nakanune Ivana Kupala
- 1968 Anicika - Krupniak
- 1969 Călătorie periculoasă - Storozh
- 1969 Dacă ai marinari
- 1971 Olesya
- 1972 Bună ziua și la revedere
- 1973 Eu păzesc frontiera - Maiorul Grebnev
- 1973 Căpitanul negru
- 1974 Premiul
- 1975 Afonya (Afonya) - Fedul, creditorul lui Afonya
- 1975 Steaua fericirii
- 1975 Șatra - Bucea
- 1976 100 gramm dlya khrabrosti
- 1976 Dni Turbinykh - film TV
- 1976 Dva kapitana - miniserie TV
- 1977 Zbuciumata lună septembrie (Тревожный месяц вересень/Trevojnîi meseaț veresen), regia Leonid Osîka
- 1976 Văduvele
- 1977 Șoimul (Mimino) , regia Gheoghi Danelia
- Nasul (1977) - film TV
- Nunta (1977) - Nikanor Ivanovici Anuchkin
- Yuliya Vrevskaya (1978)
- Kot v meshke (1978) - Tyunkin
- Suspiciosul (1978)
- Suyeta suyet (1978)
- Cetățeana Nikanorova te așteaptă (1978)
- Maraton de toamnă (1979) - Alergătorul
- Drumul spre Sofia (1979) - miniserie TV
- Garajul (1979)- Mirele
- Vavilon XX (1979)
- Aventurile lui Sherlock Holmes și ale Dr. Watson: Semnătura de sânge (1979) - film TV
- Dulcineea del Toboso (1980) - film TV
- Aventurile lui Sherlock Holmes și ale Dr. Watson: Luptă mortală (1980) - film TV
- Aventurile lui Sherlock Holmes și ale Dr. Watson: Regele șantajiștilor (1980) - film TV
- Aventurile lui Sherlock Holmes și ale Dr. Watson: Ochiul de tigru (1980) - film TV
- Dragoste împărțită (1980) - Akimich
- Spune un cuvânt pentru un biet husar (1980) - film TV - Jandarmul
- Krupnyy razgovor (1981)
- Prodannyy smekh (1981) - film TV - fotograful
- Deschide ochii! (1981) - Lykin
- Câinele din Baskerville (1981) - film TV
- Kazachya zastava (1982) - Aleksei Butov
- Padeniye Kondora (1982)
- Lacrimi curgeau (1982) - proprietarul de cai
- Sportloto-82 (1982)
- Zvyozdnaya komandirovka (1982)
- Delo dlya nastoyashchikh muzhchin (1983)
- Meseria mea e jazz-ul (1983)
- Pregătit pentru confruntare (1983)
- După spusele lui Lopotukhin (1983) - film TV
- Aventurile lui Sherlock Holmes și ale Dr. Watson: Comoara din Agra (1983) - film TV
- Furgoneta verde (1983) - film TV - Grichenko
- Talisman (1983)
- 1984 Fata fără zestre (Жестокий романс) - Ivan
- Cadou de toamnă (1984)
- Iartă dacă poți (1984)
- "Batalionale cer deschiderea focului (1985) - miniserie TV - sergentul-maior Tsygichko
- Viață în pericol (1985) - Peredelkin
- Podvig Odessy (1985)
- Adio, vară (1985)
- Stăm bine! (1986)
- Nu uita să închizi televizorul (1986)
- Oameni necesari (1986) - film TV
- Vacanța lui Neptun (1986)
- Zlovrednoye voskresenye (1986)
- Aventurile lui Sherlock Holmes și ale Dr. Watson: Începuturile secolului XX (1986) - film TV
- Omul de pe Bulevardul Capucinilor (1987)
- Raz na raz ne prikhoditsya (1987) - Izmailov
- Păcătosul (1988)
- Lapta (1988) - film TV
- Moya dorogaya (1988)
- Un pas pe acoperiș (1988) - Poruchik
- O persoană strălucită (1988)
- Arta de a trăi la Odessa (1989)
- Gol v Spasskie vorota (1990)
- Senit zon (1990)
- La naiba cu noi! (1991)
- Actriță spaniolă pentru ministrul rus (1991) - Eremei
- Vântul se întoarce (1991) - Vecinul
- Exilat (1991)
- Luna de miere (1991)
- Chicha (1992)
- Melodramă și tentativă de crimă (1992)
- Tram-tararam, ili bukhty-barakhty (1993)
- Dreptatea va fi a mea (1993) - Milițianul
- Căpitanul Krokus (1994)
- Maestrul și Margareta (1994)
- Răscumpărarea (1994)
- Teroare tăcută (1995)